# Eugnosta
Eugnosta is een geslacht van vlinders van de familie bladrollers (Tortricidae).

## Soorten
- E. acanthana Razowski, 1967
- E. anxifera Razowski, 1993
- E. arrecta Razowski, 1970
- E. assecula (Meyrick, 1909)
- E. cataracta Aarvik, 2004
- E. chalasma Razowski, 1993
- E. chromophanes Razowski, 1994
- E. dives (Butler, 1878)
- E. falarica Razowski, 1970
- E. fenestrana Razowski, 1964
- E. feriata (Meyrick, 1913)
- E. heteroclita Razowski, 1993
- E. hydrargyrana (Eversmann, 1842)
- E. lathoniana (Hübner, 1800)
- E. lukaszi Razowski, 2005
- E. magnificana (Rebel, 1914)
- E. marginana Aarvik, 2010
- E. matengana Razowski, 1993
- E. medvedevi (Gerasimov, 1929)
- E. meyi Aarvik, 2004
- E. misella Razowski, 1993
- E. multifasciana (Kennel, 1899)
- E. namibiana Aarvik, 2004
- E. niveicaput Razowski, 2005
- E. pamirana Obraztsov, 1943
- E. parmisella Razowski, 2005
- E. parreyssiana (Duponchel, 1843)
- E. percnoptila (Meyrick, 1933)
- E. plusiana (Kennel, 1899)
- E. replicata (Meyrick, 1913)
- E. romanovi (Kennel, 1900)
- E. sebasta Razowski, 1994
- E. stigmatica (Meyrick, 1909)
- E. synaetera Razowski & Becker, 1994
- E. tenacia Razowski & Becker, 1994
- E. trimeni (Felder & Rogenhofer, 1875)
- E. uganoa Razowski, 1993
- E. umbraculata (Meyrick, 1918)
- E. unifasciana Aarvik, 2010
- E. ussuriana (Caradja, 1926)
- E. vecorda Razowski, 1993
- E. xanthochroma Razowski, 1993